# Elymnias alumna
Elymnias alumna är en fjärilsart som beskrevs av Hans Fruhstorfer 1907. Elymnias alumna ingår i släktet Elymnias och familjen praktfjärilar. Inga underarter finns listade i Catalogue of Life.